# Rousseau Aviation
Pour les articles homonymes, voir Rousseau.
Rousseau Aviation était une compagnie aérienne bretonne, basée sur l'Aéroport de Dinard-Pleurtuit-Saint Malo (Ille-et-Vilaine), fondée en 1963 et présidée par Claude Rousseau, ancien mécanicien d’aviation.

## Historique
Les « Ateliers aéronautiques de la côte d'Émeraude » sont fondés en 1953 par Claude Rousseau. 
Ses activités comprennent la réparation et l'entretien de matériel aéronautique, s'ajoute ensuite la construction d'avions.
Claude Rousseau a constaté en 1961, l'émergence des compagnies Britanniques pour le transports aériens en Bretagne, avec de gros avions (90 % du trafic). Il a alors, décidé d'acquérir un Dragon DH-89 pour concurrencer ces dernières. Il débute en réalisant des vols à la demande jusqu'à l'obtention de son certificat de transporteur en 1963 et permettre d'assurer la liaison Dinard-Jersey avec un DC-3 acheté à Air France.  
La dénomination commerciale est devenue Rousseau Aviation pour le début de l'activité de transport aérien public de passagers le 31 mars 1963.
La compagnie a ouvert sa première liaison avec les îles Anglo-Normandes en juillet 1963, avec des difficultés engendrées par les compagnies anglaises qui voyaient d’un mauvais œil l’arrivée de ce nouveau concurrent. Ces compagnies firent du lobbying en interdisant aux agences de voyages de distribuer la billetterie de Rousseau Aviation sous peine de perdre le placement des billets de ces compagnies.
Tant et si bien que pour la première liaison, le 1er juillet 1963, il n’y avait pas un seul passager inscrit. Qu’à cela ne tienne, Claude Rousseau invita gracieusement tous ses employés à embarquer dans le Douglas DC-3, à destination de Jersey. Ainsi le vol ne fut pas effectué « à vide ».

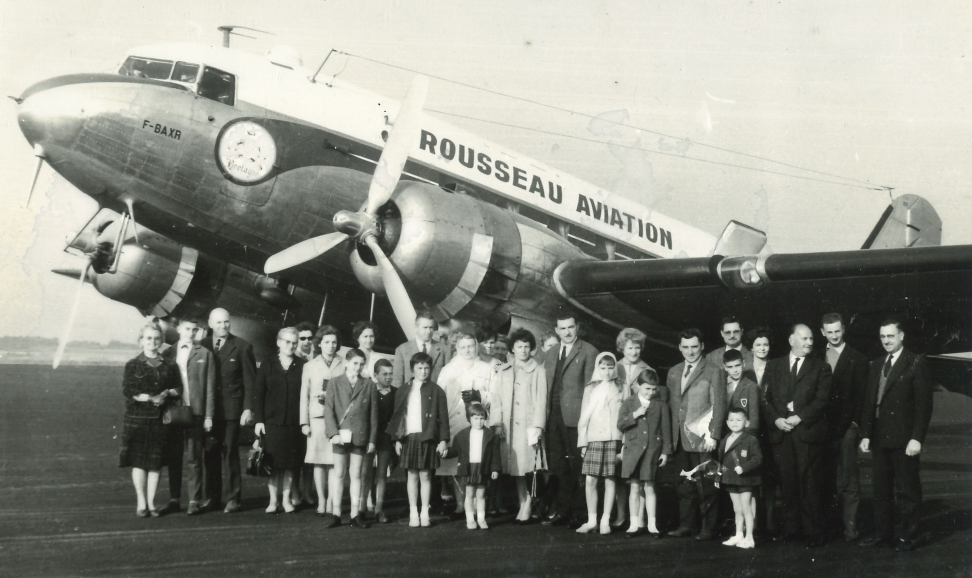
le DC3 et le personnel de Rousseau Aviation qui s'apprête à embarquer pour les îles anglo-normandes

Après ces débuts rocambolesques, la petite compagnie prit son rythme de croisière. Avec des lignes interrégionales (laissées vacantes par Air Inter comme Nantes-Bordeaux) et internationales, Rousseau Aviation complétait les trois compagnies nationales (Air France, Air Inter, UTA). . 
Les avions fréquentaient régulièrement les aéroports bretons (Brest, Lorient, Quimper, Dinard, Rennes, Lannion, Saint-Brieuc et Nantes), parisiens et lorrains(Nancy, Metz, Epinal).
|                             | 1963 | 1964 | 1965 | 1966  | 1967  | 1968  | 1969   | 1970   |
| --------------------------- | ---- | ---- | ---- | ----- | ----- | ----- | ------ | ------ |
| Personnel employé           | 29   | 35   | 45   | 51    | 70    | 100   | 155    | 252    |
| heures de vol               | 258  | 602  | 1480 | 1576  | 2754  | 4950  | 9212   | 18961  |
| passagers transportés       | 233  | 7257 | 7458 | 19763 | 34409 | 44492 | 126691 | 208258 |
| Fret transporté (en tonnes) | 55   | 51   | 233  | 182   | 230   | 482   | 377    | 927    |

En 1964, les équipes de Rousseau aviation mettent au point la DS volante qui donne l'illusion de décoller de la piste de d'aviation de Dinard dans le film Fantômas se déchaîne d'André Hunebelle
En 1967 l'entreprise devient une société anonyme, avec l'apport de capitaux des chambres de commerce et de la compagnie Fraissinet. La même année, Rousseau Aviation obtient l'autorisation de voler en Europe et dans les pays du pourtour de la Méditerranée.
En 1968, elle rachetait à Air Inter ses 4 avions Nord 262 que cette dernière avait entré dans sa flotte, neufs en 1964.
En 1970, Rousseau Aviation, compagnie régionale de troisième niveau, intègre l'A.T.A.R. (Association des transporteurs aériens régionaux).
En 1971, l'entreprise est récompensée par le « prix de l'expansion régionale », décerné par l'hebdomadaire économique La Vie française. Le prix est remis par le ministre chargé du Plan et de l'Aménagement du territoire André Bettencourt, le 15 octobre 1971.
En 1972, Des difficultés économiques sont apparues. Claude Rousseau est évincé du poste de président-directeur général , Fernand Chanrion, directeur général de la Compagnie Freyssinet, le remplace comme PDG. Rousseau fait un bref retour dans la société comme représentant de nouveaux actionnaires, puis donne sa démission le 13 septembre 1973.
La compagnie intégra le groupe de la TAT (Touraine Air Transport) en 1973 lorsqu'elle fut achetée par le biais de sa société mère SASMAT (Société auxiliaire de services et de matériels aéronautiques). Au cours de cette période, certains avions reçurent la livrée de TAT (rouge-blanc, bleu-jaune, ou vert-blanc), les autres étant vendus.
Sur les avions, le nom de la compagnie figura quelque temps en filigrane sur celui de Touraine-Air-Transport , puis disparut en 1976 lorsqu'elle fut absorbée par la TAT.
La compagnie tourangelle, en difficulté financière, fut reprise par British Airways (50 %), qui revendit ses parts à Air Liberté en 1997. Rebaptisée Air-Lib, après des difficultés financières et sa fusion avec AOM en mai 2000, elle finit par déposer son bilan en 2001 et est liquidée en 2003. Fin de Rousseau, TAT, Air Liberté et AOM.

## Activités
- Transport aérien de passagers : lignes régulières nationales et internationales
- Transport aérien à la demande : passagers (taxi) et fret
- École de pilotage IRF : le CIPRA
- Révisions générales pour avions de transport public et privé
- Vente d'appareils (par exemple les avions Nord 262)
- Reconstitutions pour le cinéma et prestations mécaniques et pilotage : 3 Fokker D17 pour la Century Fox, DS volante de Fantomas, Hydravions Latécoère 28 de Jean Mermoz pour Pathé Cinéma
- Transit et douane
- Assistance technique à l'étranger

## La flotte
La compagnie a eu au moins 50 avions dont des Aérospatiale Nord 262, Beechcraft Twins 35/50/65/58, Britten-Norman BN-2 Islander, Cessna 206 et 402, Douglas DC-3, Hawker-Siddeley HS.748, Piper PA-23, Rockwell Aero Commander 560A, Vickers Viscount 812, Jodel D140, Reims-Cessna F172/150 et SIAI-Marchetti F260.
En 1968, la flotte était composée d’une dizaine d’avions :
- 2 Nord-Aviation N262 en location : F-BNMO, F-BNTT (propriété Aérospatiale)
- 4 Nord-Aviation N262 d’Air Inter en leasing : F-BLHS, F-BLHT, F-BLHU, F-BLHV
- DC-3 : F-BAXR
- 2 Beech, un Queen Air 80 F-BMCX et un 35 Boranza F-BNMS[9]
- 1 Aero Commander 560
- 1 Cessna 206

En 1970, deux HS.748 série 2A bi-turbopropulseurs de 52 places rejoignent la flotte de Rousseau. Ils sont immatriculés F-BSRA et F-BSRU, auxquels se joint un troisième en location et immatriculé aux Îles Vierges.
Début 1970, la compagnie assurait des liaisons entre Nantes d'une part, Brest-Guipavas, Le Havre-Octeville, Lille-Lesquin, Metz-Frescaty, Mulhouse-Bâle, Bordeaux-Merignac, Dinard-Pleurtuit et Londres-Heathrow d'autre part. À ces liaisons s'ajoutaient des vols de Paris vers Dinard, Saint-Brieuc et Lannion-Servel, ainsi qu'entre Lyon-Bron et Nancy-Essey, et entre Clermont-Ferrand et Genève-Cointrin, ainsi qu'entre Belfort Fontaine et Paris Orly. Cette même année, Rousseau opère pour le compte d'Air Inter sur la liaison Paris-Quimper. Les avions, en livrée bleu-blanc, portent la marque « Rousseau Aviation Air-Inter ».
À cette date, la compagnie exploitait deux HS.748, deux Fokker 27, cinq Nord-Aviation N262, un Beechcraft Baron, un Beechcraft Bonanza et un Cessna 172.
Entre décembre 1970 et décembre 1973, la société enregistra la perte de six avions à la suite d'accidents. Le 1er décembre 1970, un Nord 262E loué à la Société de travail aérien, une filiale d’Air Algérie, avec un équipage de la STA, disparut avec ses 30 passagers et membres d'équipage au large de l'Algérie; le 5 décembre 1971, un N262 fut détruit au cours d'une mise en place sur l'aéroport de Lannion-Servel en remise de gaz pour cause météorologique, causant le décès de son équipage technique ; puis entre 1972 et 1973, on enregistra quatre autres accidents sans pertes humaines.
En août, un nouveau HS 748 apparaît, immatriculé F-BUTR (c/n 1717, ex G-BASZ) dont le propriétaire est une société de crédit-bail. Il est retiré d'exploitation en décembre de la même année. Au cours de cette période, certains avions reçurent la livrée de TAT (rouge-blanc, bleu-jaune, ou vert-blanc), les autres étant vendus.
Début 1975, l'entreprise exploitait encore 2 Hawker Siddeley 748, 2 Fokker F.27, 5 Nord 262, 1 Beech Baron, 1 Beech Bonanza et 1 Cessna 172.
Sur les avions, le nom de la compagnie figura quelque temps en filigrane sur celui de Touraine-Air-Transport, puis disparut en 1976 lorsqu'elle fut absorbée par la TAT.

## Galerie photographique et logo

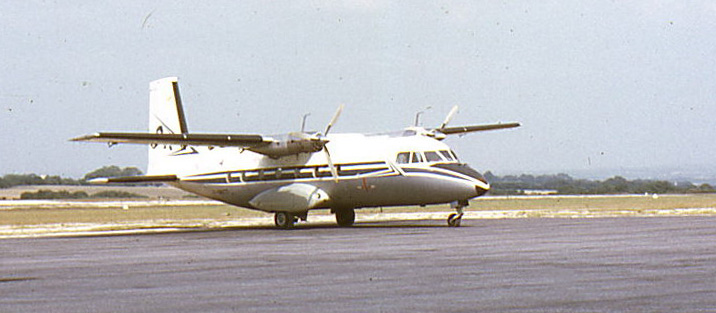
Nord 262 de Rousseau Aviation stationné à Quimper (1968)
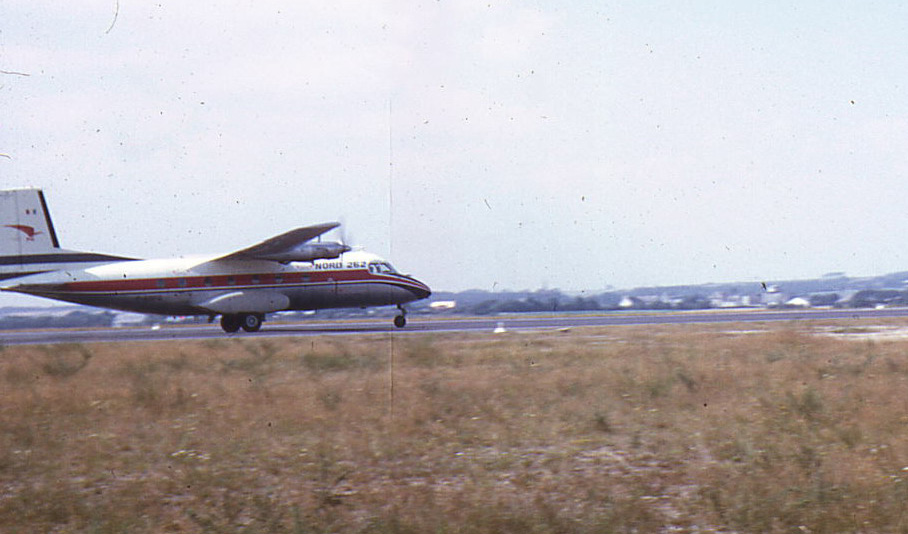
Nord 262 de Rousseau Aviation au décollage de Quimper (1968)
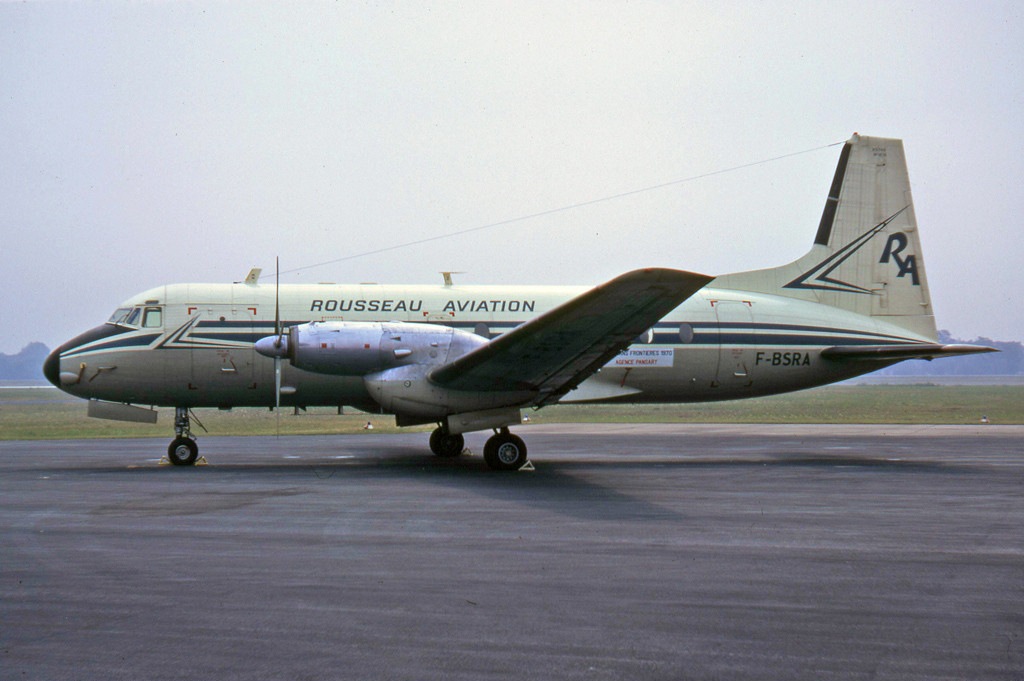
HS-748 n°F-BSRA de Rousseau Aviation en 1970
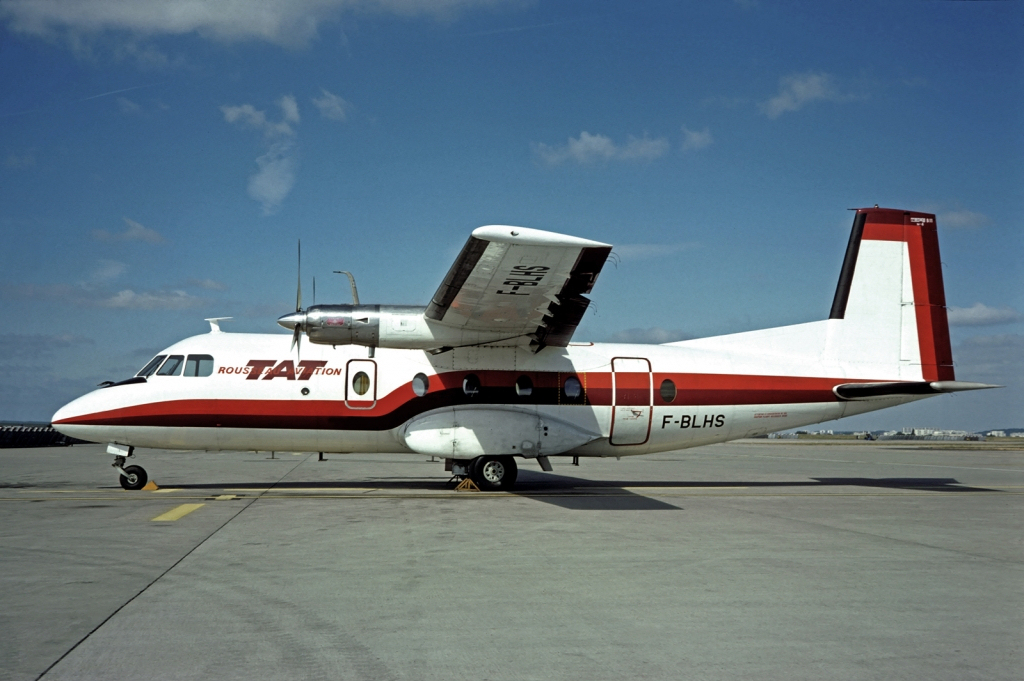
Nord 262 TAT/Rousseau Aviation en 1976 à Paris-Orly.
Logo utilisé par Rousseau Aviation en 1967
Logo de la compagnie aérienne Rousseau Aviation